# جزیره زاویالوف

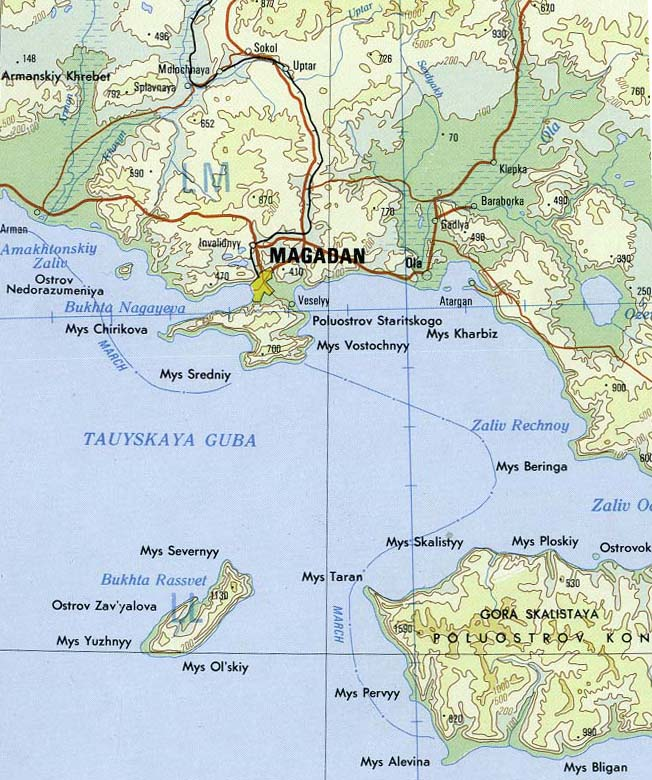
چپ‌چین

جزیره زاویالوف (انگلیسی: Zavyalov Island) یک جزیره در استان ماگادان کشور روسیه است.